# إليونورا ألفيسي
إليونورا ألفيسي (مواليد 13 مارس 2003) لاعبة تنس إيطالي. حصلت على تصنيف 68 مبتدئًة في الـ ITF، تم تحقيقها في 6 مايو 2019.